# Festival Internacional de Cine de Berlín de 1964
La 14ª edición del Festival de Cine de Berlín se llevó a cabo desde el 26 de junio al 7 de julio de 1964 con el Zoo Palast como sede principal. El Oso de Oro fue otorgado a la cinta turca Susuz Yaz de Metin Erksan. La película sueca 491 de Vilgot Sjöman fue rechazada por el director del festival Alfred Bauer por su controvertida naturaleza.

## Jurado
Las siguientes personas fueron escogidas para el jurado de esta edición:
Jurado oficial
- Anthony Mann, director (EE. UU.) - Presidente del jurado
- Hermann Schwerin, jurista y productor musical (RFA)
- Lucas Demare, director, screenwriter and producer (Argentina)
- Jacques Doniol-Valcroze, actor, director, guionista y crítico de cine (Francia)
- Yorgos Javellas, director y guionista (Grecia)
- Richard Todd, actor (Reino Unido)
- Takashi Hamama (Emiratos Árabes Unidos)
- Gerd Ressing, historiador y periodista (RFA)

Jurado de cortometrajes y documentales
- Girija Kanta Mookerjee, diplomático, educador y escritor (India) - Presidente del jurado
- Ferdinand Kastner, crítico de cine (Austria)
- Burhan Arpad, periodista y escritor (Turquía)
- Hans-Joachim Hossfeld, director (RFA)
- Peter Schamoni, director, guionista y productor (RFA)
- Aud Thagaard, crítico de cine (Noruega)
- Roland Verhavert, director (Bélgica)

## Películas en competición
La siguiente lista presenta a las películas que compiten por Oso de Oro:
| Título en español             | Título original               | Director(es)                | País                     |
| ----------------------------- | ----------------------------- | --------------------------- | ------------------------ |
| Circe                         | Circe                         | Manuel Antín                | Argentina                |
| al-aydi al-nā'ima             | al-aydi al-nā'ima             | Mahmoud Zulfikar            | Egipto                   |
| Faust                         | Faust                         | Michael Suman               | EE. UU.                  |
| Herrenpartie                  | Herrenpartie                  | Wolfgang Staudte            | RFA, Yugoslavia          |
| Kanojo to kare                | Kanojo to kare                | Susumu Hani                 | Japón                    |
| Kesällä kello 5               | Kesällä kello 5               | Erkko Kivikoski             | Finlandia                |
| Los riesgos del amor          | L'amour avec des si           | Claude Lelouch              | Francia                  |
| L'Immortelle                  | L'Immortelle                  | Alain Robbe-Grillet         | Francia, Italia, Turquía |
| La Difficulté d'être infidèle | La Difficulté d'être infidèle | Bernard Toublanc-Michel     | Francia, Italia          |
| La chica de Bube              | La ragazza di Bube            | Luigi Comencini             | Italia                   |
| La entrevista                 | La visita                     | Antonio Pietrangeli         | Italia, Francia          |
| Llanto por un bandido         | Llanto por un bandido         | Carlos Saura                | España, Francia, Italia  |
| Los evadidos                  | Los evadidos                  | Enrique Carreras            | Argentina                |
| Mahānagar                     | Mahānagar                     | Satyajit Ray                | India                    |
| Night Must Fall               | Night Must Fall               | Karel Reisz                 | Reino Unido              |
| La mujer insecto              | Nippon Konchūki               | Shōhei Imamura              | Japón                    |
| Servidumbre humana            | Of Human Bondage              | Ken Hughes y Henry Hathaway | Reino Unido              |
| Los fusiles                   | Os Fuzis                      | Ruy Guerra                  | Brasil                   |
| Selvmordsskolen               | Selvmordsskolen               | Knud Leif Thomsen           | Dinamarca                |
| Susuz Yaz                     | Susuz Yaz                     | Metin Erksan                | Turquía                  |
| El prestamista                | The Pawnbroker                | Sidney Lumet                | EE. UU.                  |
| Tonio Kröger                  | Tonio Kröger                  | Rolf Thiele                 | RFA, Francia             |
| Yksityisalue                  | Yksityisalue                  | Maunu Kurkvaara             | Finlandia                |

| Documental y cortometraje                  |                      |              |
| Título original                            | Director(s)          | País         |
| IX. Olympische Winterspiele Innsbruck 1964 | Theo Hörmann         | Austria      |
| Alleman                                    | Bert Haanstra        | Países Bajos |
| Aanmelding                                 | Rob Houwer           | Países Bajos |
| Aru kikan joshi                            | Noriaki Tsuchimoto   | Japón        |
| Kirdi                                      | Max Lersch           | Austria      |
| Kontraste                                  | Wolfgang Urchs       | RFA          |
| Olle Olson Hagalund                        | Rune Ericson         | Suecia       |
| Polnische Passion                          | Janusz Piekałkiewicz | Polonia      |
| Signale                                    | Raimund Ruehl        | RFA          |
| Sunday Lark                                | Sanford Semel        | EE. UU.      |

## Palmarés
Los siguientes premios fueron entregados por el jurado profesional:
- Oso de Oroː Susuz Yaz de Metin Erksan
- Oso de Plataː Satyajit Ray por Mahanagar
- Oso de Plata a la mejor actriz: Sachiko Hidari por La mujer insecto y Kanojo to kare
- Oso de Plata al mejor actor: Rod Steiger por El prestamista
- Oso de Plata. Premio extraordinario del jurado: Ruy Guerra por Los fusiles

Premios de Cortometrajes y documentales
- Oso de Plata (Documental): Alleman de Bert Haanstra
- Oso de Oro al mejor cortometraje: Kirdi de Max Lersch
- Oso de Plata al mejor cortometraje: 
  - Sunday Lark de Sanford Semel
  - Kontraste de Wolfgang Urchs
  - Anmeldung de Rob Houwer
- Oso de Plata Premio Extraordinario del jurado (Corto): Signale de Raimund Ruehl

Premios de jurado independientes
- Premio FIPRESCIː La visita de Antonio Pietrangeli
  - Mención de honor: El prestamista de Sidney Lumet
- Premio Interfilm: Selvmordsskolen de Knud Leif Thomsen
- Premio OCICː Kanojo to kare de Susumu Hani
- Premio UNICRITː Alleman de Bert Haanstra
- Premio a la juventud (Jugendfilmpreis):
- Mejor largometraje adecuado para jóvenes: Kanojo to kare de Susumu Hani
  - Mención de honor: Time of the Innocent de Thomas Fantl
- Mejor documental adecuado para jóvenes: The Human Dutch de Bert Haanstra
- Mejor cortometraje adecuado para jóvenes:
  - Anmeldung de Rob Houwer
  - Aru kikan joshi de Noriaki Tsuchimoto